# NHK Trophy de 1990
NHK Trophy de 1990 foi a décima primeira edição do NHK Trophy, um evento anual de patinação artística no gelo organizado pela Federação Japonesa de Patinação (em japonês:  日本スケート連盟). A competição foi disputada na cidade de Asahikawa, Japão.

## Eventos
- Individual masculino
- Individual feminino
- Duplas
- Dança no gelo

## Medalhistas
| Evento                        | Ouro                                            | Prata                                     | Bronze                                                 |
| Individual masculino detalhes | Viktor Petrenko · União Soviética               | Grzegorz Filipowski · Polônia             | Viacheslav Zagorodniuk · União Soviética               |
| Individual feminino detalhes  | Midori Ito · Japão                              | Tonya Harding · Estados Unidos            | Larisa Zamotina · União Soviética                      |
| Duplas detalhes               | Elena Bechke · Denis Petrov · União Soviética   | Isabelle Brasseur · Lloyd Eisler · Canadá | Natalia Mishkutenok · Artur Dmitriev · União Soviética |
| Dança no gelo detalhes        | Maya Usova · Alexander Zhulin · União Soviética | Klára Engi · Attila Tóth · Hungria        | Stefania Calegari · Pasquale Camerlengo · Itália       |

## Resultados

### Individual masculino
| Pos.              | Nome                   | Nacionalidade   | Pontos | PC | PL |
| ----------------- | ---------------------- | --------------- | ------ | -- | -- |
| Medalha de ouro   | Viktor Petrenko        | União Soviética | 1.5    | 1  | 1  |
| Medalha de prata  | Grzegorz Filipowski    | Polônia         | 3.5    | 3  | 2  |
| Medalha de bronze | Viacheslav Zagorodniuk | União Soviética | 5.0    | 2  | 4  |
| 4                 | Paul Wylie             | Estados Unidos  | 7.0    | 8  | 3  |
| 5                 | Michael Slipchuk       | Canadá          | 7.0    | 4  | 5  |
| 6                 | Daniel Doran           | Estados Unidos  | 8.5    | 5  | 6  |
| 7                 | Cameron Medhurst       | Austrália       | 10.0   | 7  | 7  |
| 8                 | Oula Jääskeläinen      | Finlândia       | 12.5   | 9  | 9  |
| 9                 | Sung Il Jung           | Coreia do Sul   | 14.0   | 10 | 9  |
| 10                | Mitsuhiro Murata       | Japão           | 15.0   | 6  | 12 |
| 11                | Masakazu Kagiyama      | Japão           | 16.5   | 13 | 10 |
| 12                | Shubin Zhang           | China           | 16.5   | 11 | 11 |
| 13                | David Liu              | Taipé Chinesa   | 19.0   | 12 | 13 |

### Individual feminino
| Pos.              | Nome               | Nacionalidade      | Pontos | PC | PL |
| ----------------- | ------------------ | ------------------ | ------ | -- | -- |
| Medalha de ouro   | Midori Ito         | Japão              | 1.5    | 1  | 1  |
| Medalha de prata  | Tonya Harding      | Estados Unidos     | 3.0    | 2  | 2  |
| Medalha de bronze | Larisa Zamotina    | União Soviética    | 5.5    | 5  | 3  |
| 4                 | Josée Chouinard    | Canadá             | 7.5    | 7  | 4  |
| 5                 | Yuka Sato          | Japão              | 8.5    | 3  | 7  |
| 6                 | Kyoko Ina          | Estados Unidos     | 9.0    | 6  | 6  |
| 7                 | Marina Kielmann    | Alemanha Ocidental | 9.5    | 9  | 5  |
| 8                 | Junko Yaginuma     | Japão              | 10.0   | 4  | 8  |
| 9                 | Beatrice Gelmini   | Itália             | 14.0   | 8  | 10 |
| 10                | Helene Persson     | Suécia             | 15.0   | 12 | 9  |
| 11                | Sabine Contini     | Itália             | 17.5   | 13 | 11 |
| 12                | Tamara Téglássy    | Hungria            | 17.5   | 11 | 12 |
| 13                | Bo Zhang           | China              | 18.0   | 10 | 13 |
| 14                | Lily Lyoonjung Lee | Coreia do Sul      | 21.0   | 14 | 14 |

### Duplas
| Pos.              | Nome                                 | Nacionalidade      | Pontos | PC | PL |
| ----------------- | ------------------------------------ | ------------------ | ------ | -- | -- |
| Medalha de ouro   | Elena Bechke / Denis Petrov          | União Soviética    | 1.5    | 1  | 1  |
| Medalha de prata  | Isabelle Brasseur / Lloyd Eisler     | Canadá             | 3.0    | 2  | 2  |
| Medalha de bronze | Natalia Mishkutenok / Artur Dmitriev | União Soviética    | 4.5    | 3  | 3  |
| 4                 | Marina Eltsova / Andrei Bushkov      | União Soviética    | 6.0    | 4  | 4  |
| 5                 | Natasha Kuchiki / Todd Sand          | Estados Unidos     | 7.5    | 5  | 5  |
| 6                 | Radka Kovaříková / René Novotný      | Tchecoslováquia    | 9.0    | 6  | 6  |
| 7                 | Peggy Schwarz / Alexander König      | Alemanha Ocidental | 10.5   | 7  | 7  |
| 8                 | Wa Mi / Weidong Zhang                | China              | 12.0   | 8  | 8  |

### Dança no gelo
| Pos.              | Nome                                    | Nacionalidade   | Pontos | DC | DO | C+O | DL |
| ----------------- | --------------------------------------- | --------------- | ------ | -- | -- | --- | -- |
| Medalha de ouro   | Maya Usova / Alexander Zhulin           | União Soviética | 2.0    | 1  | 1  | 1   | 1  |
| Medalha de prata  | Klára Engi / Attila Tóth                | Hungria         | 4.0    | 2  | 2  | 2   | 2  |
| Medalha de bronze | Stefania Calegari / Pasquale Camerlengo | Itália          | 6.0    | 3  | 3  | 3   | 3  |
| 4                 | Dominique Yvon / Frédéric Palluel       | França          | 8.0    | 4  | 4  | 4   | 4  |
| 5                 | Monika Mandikova / Oliver Pekar         | Tchecoslováquia | 10.0   | 5  | 5  | 5   | 5  |
| 6                 | Elizabeth Punsalan / Jerod Swallow      | Estados Unidos  | 12.4   | 7  | 6  | 6   | 6  |
| 7                 | Lisa Grove / Scott Myers                | Estados Unidos  | 13.6   | 6  | 7  | 7   | 7  |
| 8                 | Kaoru Takino / Kenji Takino             | Japão           | 16.0   | 8  | 8  | 8   | 8  |
| 9                 | Luyang Liu / Xianlei Zhao               | China           | 18.0   | 9  | 9  | 9   | 9  |
| 10                | Yun-Hee Park / Jong-Hyun You            | Coreia do Sul   | 20.0   | 10 | 10 | 10  | 10 |

## Quadro de medalhas
| Ordem | País            | Medalha de ouro | Medalha de prata | Medalha de bronze |    | Ordem por total |
| ----- | --------------- | --------------- | ---------------- | ----------------- | -- | --------------- |
| 1     | União Soviética | 3               |                  | 3                 | 6  | 1               |
| 2     | Japão           | 1               |                  |                   | 1  | 2               |
| 3     | Canadá          |                 | 1                |                   | 1  | 2               |
| 3     | Estados Unidos  |                 | 1                |                   | 1  | 2               |
| 3     | Hungria         |                 | 1                |                   | 1  | 2               |
| 3     | Polônia         |                 | 1                |                   | 1  | 2               |
| 7     | Itália          |                 |                  | 1                 | 1  | 2               |
| TOTAL | TOTAL           | 4               | 4                | 4                 | 12 | —               |